# アイヌ・ガールズ・スクール
アイヌ・ガールズ・スクールは、明治時代に英国聖公会宣教協会（CMS）の宣教師であるジョン・バチェラーによって北海道札幌で設立された教育機関である。アイヌ民族の地位向上と布教活動の一環として1899年（明治32年）に設立された。寄宿舎（ホーム）を持つボーディングスクールで、アイヌ・ガールズ・ホームとも呼ばれ、和名は土人基督教徒女子塾。同校は1906年（明治39年）に廃止された。

## 概要
1892年（明治25年）、札幌に転居した英国聖公会宣教協会（CMS）の宣教師ジョン・バチェラーは、伝道活動の幅を広げて､北海道の各地､さらに樺太の僻地にまで布教活動を行い、樺太アイヌ､ギリヤーク人､オロッコ人などにも伝道を進めた。
同1892年（明治25年）にバチェラーは、札幌の自宅の隣接地に伝道活動の一環でアイヌ人のための無料の医療機関（診療所）である『アイヌ施療病室』を設立する。聖公会が財政的に支援し、建物はアイヌ民族の家屋様式であるかやぶきが採用された。しかし、診療所の経営は厳しく、バチェラーは、英国本国の伝道協会にもアイヌ民族の窮状を訴えて援助金を求めたほか、バチェラーは生活費を削って入院患者の薬代にあてたともいわれる。
その後、次第に協力者も増えていき、札幌市立病院院長の関場不二彦もボランティアで診療に加わり､その評判は全道各地に広がった。遠方から連日訪れるアイヌの人々で、診療所は混雑したが、多くの入院患者がキリスト教の信仰に導かれて､身も心も癒されたといわれる。また、1908年（明治41年）に診療所を閉鎖するまでに同病室で治療を受けたアイヌ民族は2000人を超えた。
1898年(明治31年)に、バチェラーは札幌に住宅を新築すると、翌1899年（明治32年）に、バチェラーは、アイヌ民族への布教活動の一環として、自宅の別棟にアイヌ・ガールズ・ホーム／スクール（土人基督教徒女子塾）を設立。
同校にはアイヌ民族の少女らが入学したが、11歳以上18歳未満の少女を寄宿させて、祈祷・読書・算術・習字・唱歌・裁縫などを教えた。
開塾当初の生徒は4人で、読書の教材には「北海道用尋常小学読本」が使用された。この教科書の使用はアイヌ民族の明治国家への政治的・文化的統合を企図したものとされ、アイヌ民族の歴史や文化を捨象した内容でもあったが、アイヌ民族の地位を向上させようとするバチェラーの教育の意図が明瞭に表れているともされる。
バチェラーは多くの身寄りのないアイヌの女子児童を引き取って修学させる中で、優秀であった向井八重子（バチェラー八重子）を援助し、アイヌ・ガールズ・スクールおよび東京の聖ヒルダ神学校（香蘭女学校）に進学させて、のちに養女に迎えた。
1906年（明治39年）にアイヌ・ガールズ・ホーム／スクールは廃止されたが、同校はバチェラーが1888年（明治21年）、幌別村（現・登別市）に設立した『愛隣学校』（愛憐学校）の系譜を引いており、「未開民族の青少年のキリスト教化」を目的とする伝道学校としても捉えることができる。
1920年（大正9年）には、バチェラーはアイヌ民族に中学校以上の教育を受けさせるために､寄宿舎である『バチェラー学園』（アイヌ保護学園）を新たに札幌に創設した。アイヌの子供らを札幌に集めて、生活費や学費などの経済援助をし中学校以上の学校へ通学させたが、これに有島武郎も感銘を受けて寄付したほか、1930年（昭和5年）には、新渡戸稲造を会長とする『バチェラー学園後援会』も設立され、活発な募金運動が行われた。